# دانشگاه هنر اسلامی تبریز
دانشگاه هنر اسلامی تبریز یکی از دانشگاه‌های شهر تبریز مرکز استان آذربایجان شرقی است. این دانشگاه، که اولین دانشگاه تخصصی ایران در حوزه هنرهای اسلامی است، در مهرماه سال ۱۳۷۸ خورشیدی با پذیرش ۲۴۱ نفر دانشجو در رشته‌های تحصیلی طراحی صنعتی و فرش و معماری تأسیس شده و شروع به فعالیت نمود.

## مجموعه‌ها

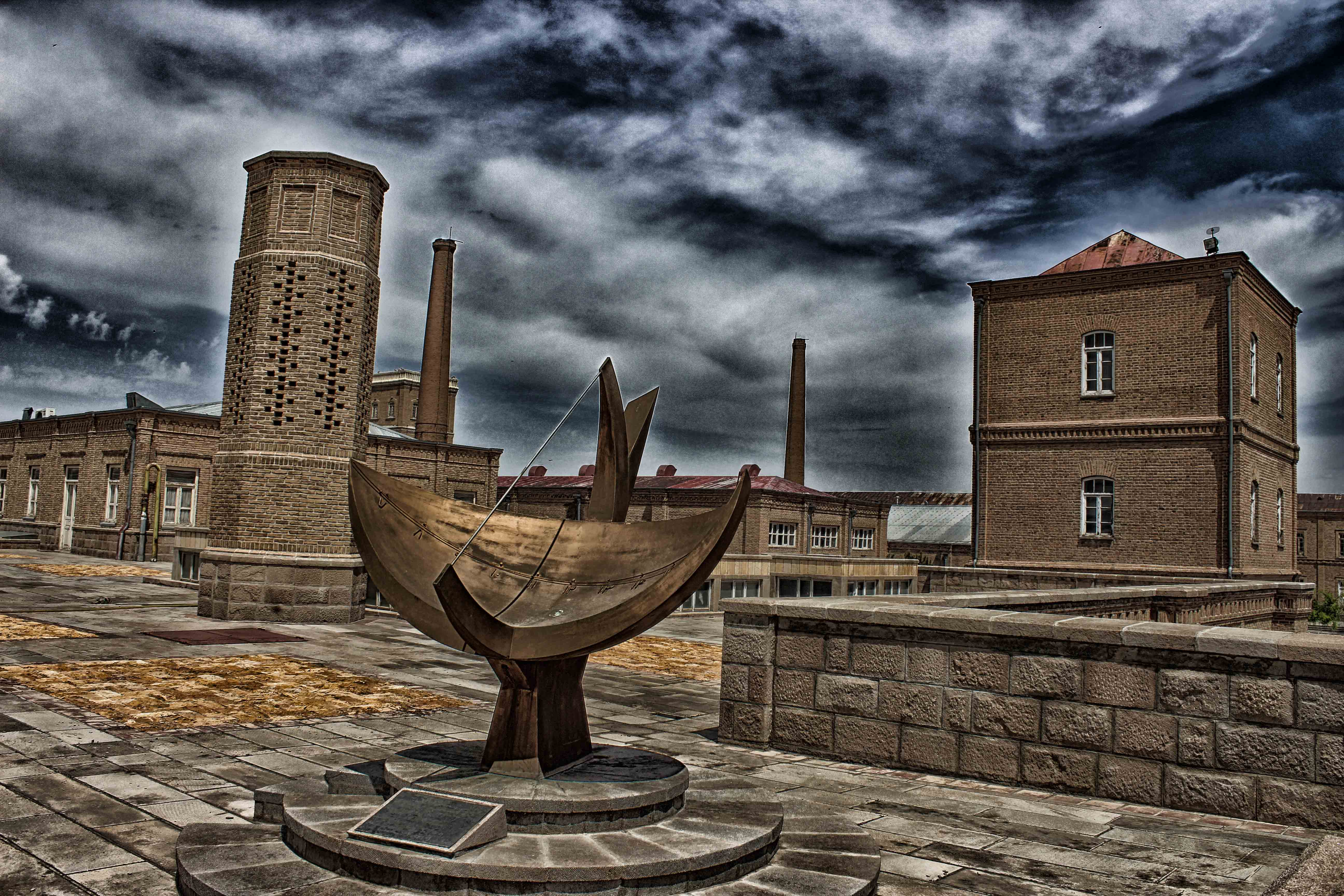
ساعت آفتابی دانشگاه

### مجموعه پردیس دانشگاه
مجموعهٔ پردیس دانشگاه هنر اسلامی تبریز در ضلع جنوبی چهارراه حکیم نظامی و در محل سابق کارخانهٔ چرم‌سازی خسروی قرار گرفته است؛ مساحت این مجموعه ۳۶٬۰۰۰ متر مربع شامل ۸ ساختمان سه‌طبقه و یک‌طبقه می‌باشد. مرمت مجموعهٔ پردیس از سال ۱۳۷۶ خورشیدی شروع شده و در همین راستا ساختمان‌های فرسوده به آمفی‌تئاتر، ساختمان اداری، سالن ورزشی، سلف سرویس و کتابخانه تغییر کاربری داده‌اند؛ همچنین توربین‌ها و ژنراتورهایی که در بخش تأسیسات کارخانهٔ چرم‌سازی باقی‌مانده‌اند، مرمت و بازسازی شده و به‌عنوان موزهٔ صنعتی مورد استفاده قرار خواهند گرفت.
دانشکده هنرهای صناعی دانشکده هنرهای صناعی در مجموعه پردیس دانشگاه با برگزاری دوره‌های تخصصی مرتبط با هنرهای صناعی (شیشه- سفال- چوب- فلز) در دو مقطع کارشناسی و کارشناسی ارشد و همچنین دورهٔ دکتری تخصصی در رشته هنر اسلامی به عنوان یکی از مهم‌ترین قطب‌های برگزاری رشته‌های تخصصی هنر و صنایع دستی در کشور محسوب می‌گردد. این دانشکده از بدو تأسیس دانشگاه اقدام به پذیرش دانشجو کرده است. هنرمندان بسیاری فارغ‌التحصیل این دانشکده هستند که در حال حاضر فعالیت تخصصی در حوزه هنرهای صناعی دارند. استادان مجرب مدعو از سراسر کشور، اعضای هیئت علمی متخصص و همچنین کارگاه‌های مجهز دانشکده هنرهای صناعی با امکانات استاندارد در بهبود کیفیت آموزش این رشته تأثیر بسزایی داشته‌اند. در حال حاضر این دانشکده سالانه ظرفیت پذیرش ۱۰۰ دانشجودر دوره کارشناسی و ۴۰ دانشجو در دورهٔ کارشناسی ارشد و ۱۰ دانشجو در مقطع دکتری تخصصی را دارد.

### مجموعه دانشکده معماری و شهرسازی
دانشکده معماری و شهر سازی  یکی از مجموعه‌های دانشگاه هنر اسلامی تبریز است که در خیابان مقصودیه واقع شده است. مساحت این مجموعه حدود 2 هکتار است که واقع در خیابان ارگ تبریز است و شامل ساختمان‌های تاریخی بهنام، قدکی و گنجه‌ای‌زاده می‌باشد که این ساختمان‌ها هم‌اکنون به‌طور کامل مرمت و بازسازی شده و در اختیار دانشگاه قرار گرفته‌اند؛ همچنین ساختمان صدقیانی نیز پس از واگذاری، مرمت شده و به این مجموعه ملحق خواهد شد.

### مجموعه دانشکده چندرسانه ای
مجموعهٔ دانشکده چندرسانه‌ای متشکل از ساختمان اداری و آموزشی در چهارراه طالقانی واقع شده است. در سال‌های با خرید ساختمان‌های مسکونی، مجموعه چندرسانه‌ای به پردیس دانشگاه و همچنین ساختمان جدید چندرسانه‌ای متصل شده است. رشته چندرسانه ای در مقطع کارشناسی و رشته هنرهای رایانه ای در مقطع کارشناسی ارشد در سه گرایش تولید بازی‌های رایانه ای، طراحی شبیه‌ساز هوشمند و هنرهای چندرسانه ای از جمله رشته‌هایی است که توسط این دانشکده تدوین شده و اولین بار در این دانشکده راه اندازی شده است.

## ساختمان‌های تاریخی

### ساختمان بهنام
ساختمان بهنام یکی از ساختمان‌های تاریخی دانشگاه هنر اسلامی تبریز است که قدمت آن به اواخر دورهٔ زندیه می‌رسد. مساحت این بنا ۱٬۹۰۰ متر مربع است و بخش اداری دانشکدهٔ معماری و شهرسازی را در خود قرار داده است. تالار مرکزی ساختمان بهنام به‌دلیل نقاشی‌شده بودن دیوارها و شومینه‌ها از مهم‌ترین آثار معماری دورهٔ زندیه به‌شمار می‌رود.

### ساختمان قدکی
ساختمان قدکی یکی از ساختمان‌های تحت‌تملک دانشگاه هنر اسلامی تبریز است. قدمت این بنا به اواسط دورهٔ قاجاریه می‌رسد و مساحت آن ۱٬۳۴۰ متر مربع شامل دو طبقهٔ زیرزمین و همکف و دو حیاط اندرونی و بیرونی است. ساختمان قدکی پس از مرمت و بازسازی بخش‌های مختلف دانشکدهٔ معماری و شهرسازی نظیر تعدادی از آتلیه‌ها و نمایشگاه را در خود گنجانده است. طبقهٔ زیرزمین این ساختمان به‌جهت جای‌دادن حوضخانه و حوض سنگی تاریخی در خود، نسبت به سایر طبقه‌ها اهمیت بیش‌تری پیدا کرده است و غالباً آثار دانشجویان در این محل به نمایش گذاشته می‌شود.

### ساختمان گنجه‌ای‌زاده
ساختمان گنجه‌ای‌زاده یکی از ساختمان‌های دانشگاه هنر اسلامی تبریز است که پیشینهٔ آن به اواخر دورهٔ قاجاریه و اوایل دورهٔ پهلوی می‌رسد. مساحت این بنا ۴٬۱۴۲ متر مربع شامل سه طبقهٔ مجزا است که آتلیه‌ها، کلاس‌های درس و سایر بخش‌های آموزشی دانشکدهٔ معماری و شهرسازی در آن قرار گرفته‌اند. ساختمان گنجه‌ای‌زاده دارای معماری برونگرا است که این شیوهٔ معماری در اکثر بناهای دوره قاجاریه دیده می‌شود.

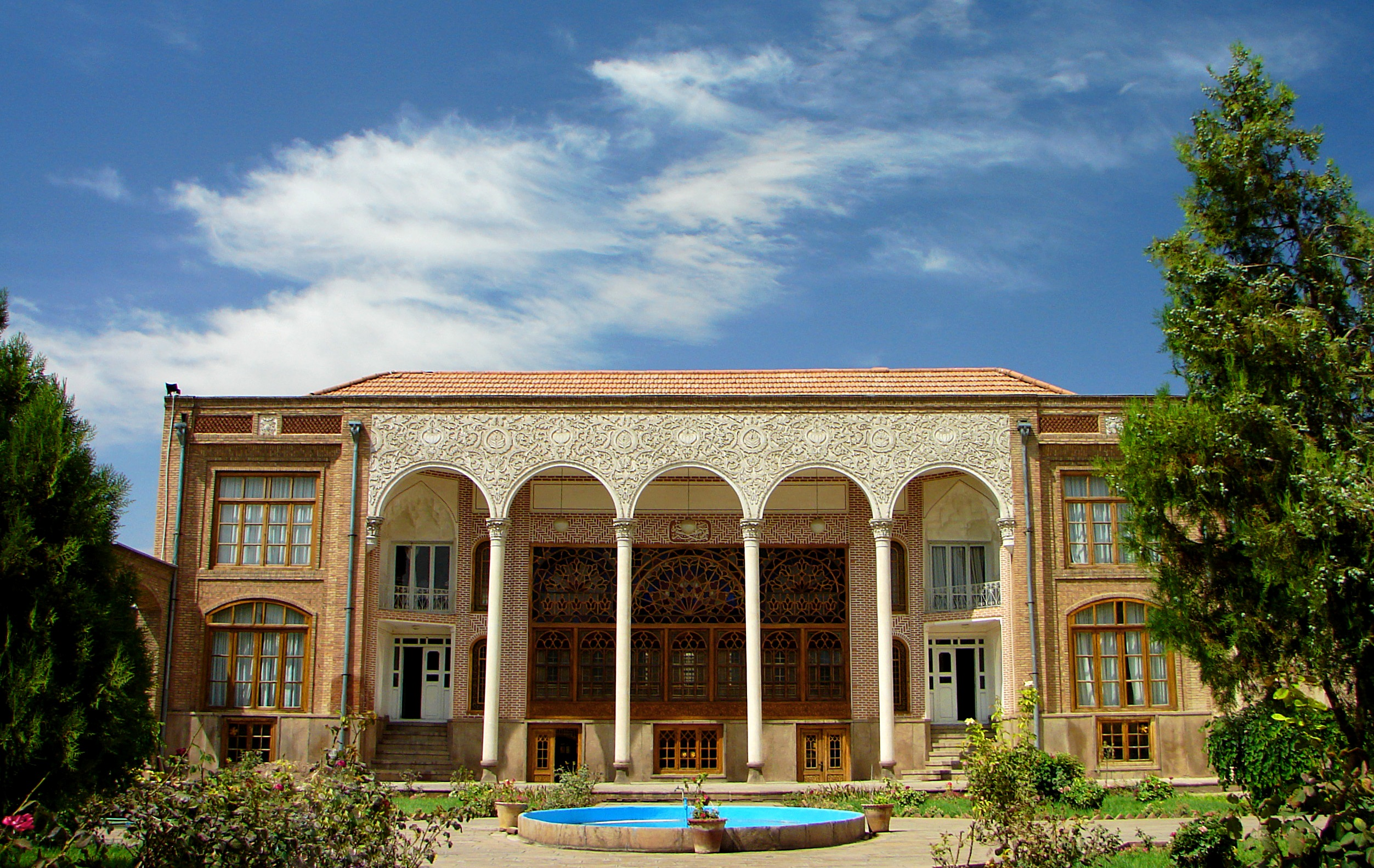
خانه بهنام
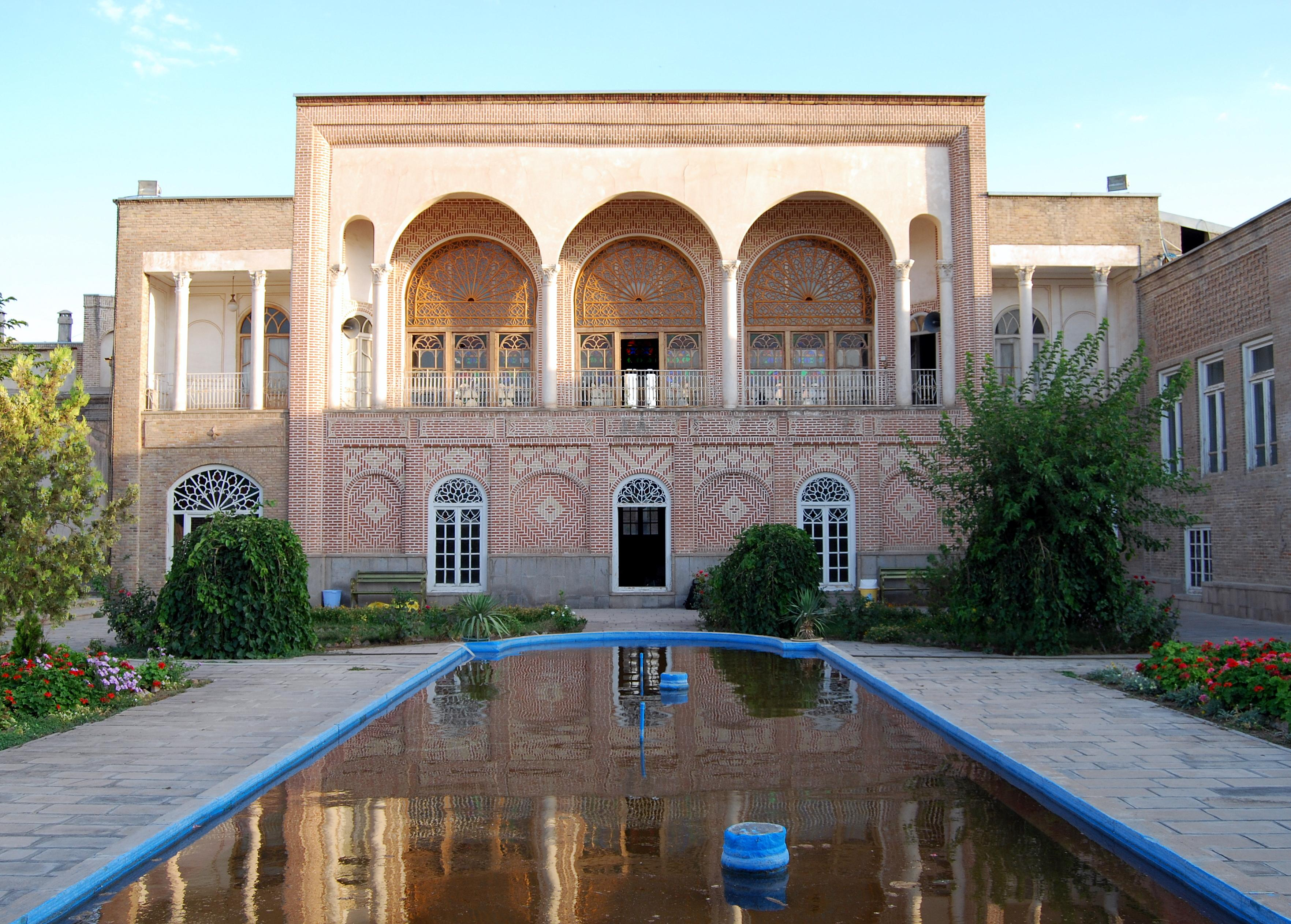
خانه قدکی
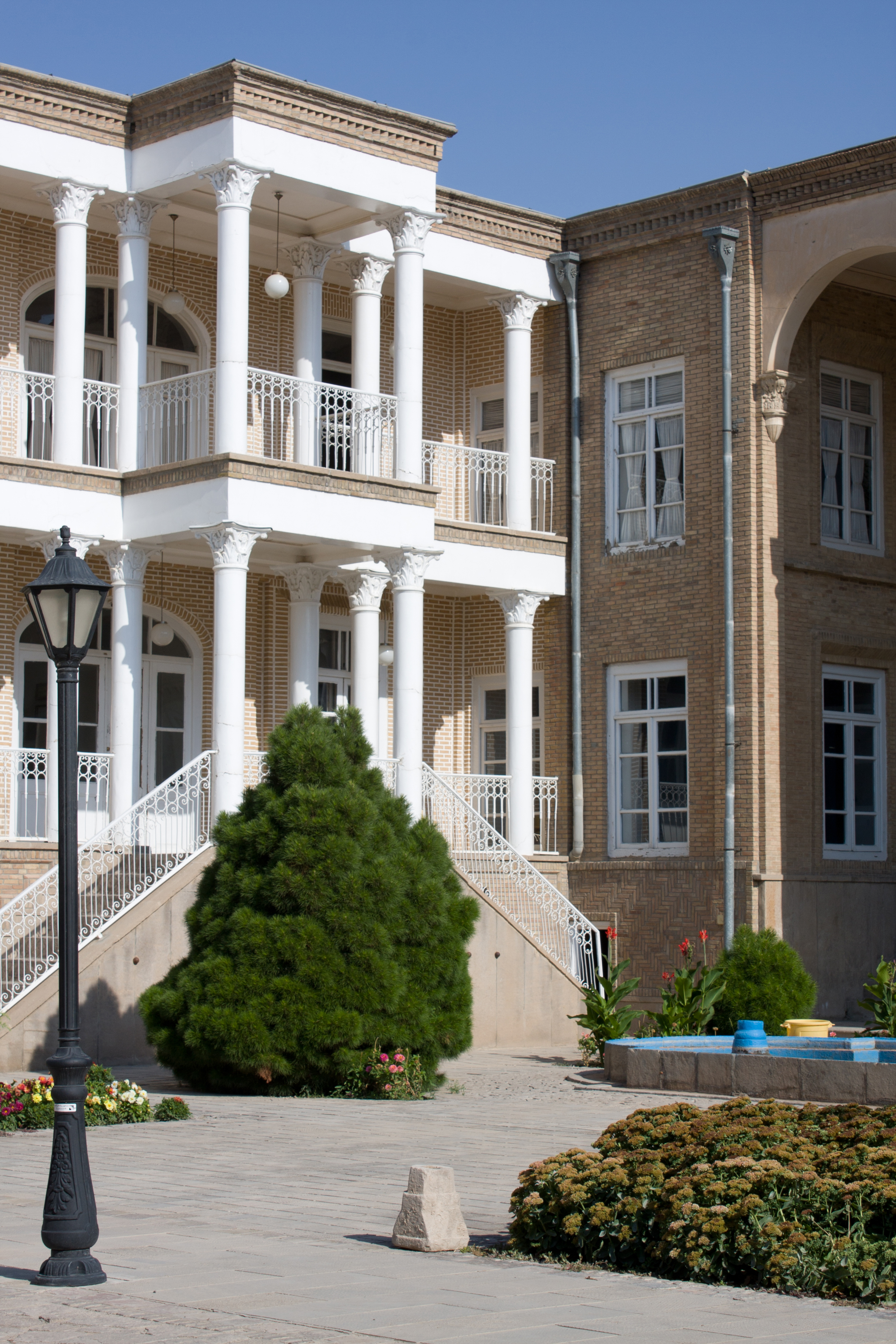
خانه گنجه‌ای‌زاده

## ساختمان‌های جدید

### ساختمان اداری و مالی
ساختمان اداری و مالی دانشگاه هنر اسلامی تبریز از ساختمان‌های جدید این دانشگاه است. مساحت این بنا ۴۵۰ متر مربع است که به وسیلهٔ کمک‌های مردمی احداث شده است. ساختمان اداری و مالی هم‌اکنون به‌عنوان ساختمان پشتیبانی مرکزی دانشگاه هنر اسلامی تبریز شناخته می‌شود.

### دانشکده هنرهای کاربردی
دانشکده هنرهای کاربردی در سال ۱۳۷۸ همزمان با تأسیس دانشگاه هنر اسلامی تبریز فعالیت آموزشی و پژوهشی خود را آغاز کرد. در سال ۱۳۸۷ در روند رشد خود با پذیرش۸۷ نفر (۴۳ پسر ورودی مهر و ۴۴ دختر ورودی بهمن) اقدام به راه اندازی رشته مرمت آثار تاریخی و فرهنگی نمود. با توجه به اهمیت شناخت علمی از فرایندهای باستانی و باستان سنجی کشور، این دانشکده در سال ۱۳۹۰ در یک روند مطالعاتی کامل در قالب جمعی از متخصصین مرتبط برای اولین بار در کشور اقدام به آماده‌سازی و تدوین سرفصل دروس کارشناسی ارشد باستان سنجی بر اساس نیازهای بومی و تجربه‌های بین‌المللی نمود که با طی مراحل تصویب در وزارت علوم تحقیقات و فناوری از مهرماه سال ۱۳۹۱ پذیرش دانشجو در این رشته و ارائه خدمات به جامعه علمی کشور را آغاز نمود. در حال حاضر دانشجویان این دانشکده در مقاطع کارشناسی مرمت آثار تاریخی و کارشناسی ارشد باستان سنجی مشغول تحصیل و تحقیق می‌باشند.

## رشته‌های تحصیلی
دانشگاه هنر اسلامی تبریز هم‌اکنون در یک رشتهٔ تحصیلی در مقطع کاردانی، چهارده رشتهٔ تحصیلی در مقطع کارشناسی، پانزده رشتهٔ تحصیلی در مقطع کارشناسی ارشد و سه رشتهٔ تحصیلی در مقطع دکتری دانشجو می‌پذیرد.

### کاردانی
- فرش

### کارشناسی
- چندرسانه‌ای(multimedia)
- مهندسی معماری
- مهندسی شهرسازی
- صنایع دستی
- طراحی صنعتی
- طراحی و ساخت طلا و جواهر
- فرش
- مرمت آثار تاریخی
- هنر اسلامی (شیشه)
- هنر اسلامی (چوب)
- هنر اسلامی (فلز)
- هنر اسلامی (سفال)
- نقاشی ایرانی-نگارگری
- گرافیک(ارتباط تصویری)

### کارشناسی ارشد
- معماری و انرژی
- علوم شناختی گرایش طراحی و خلاقیت
- علوم شناختی گرایش رسانه
- پژوهش هنر
- باستان‌سنجی
- طراحی شهری
- طراحی صنعتی
- معماری
- معماری اسلامی
- هنر شیشه
- هنر اسلامی-سفال
- هنر اسلامی-هنر و صنایع چوب
- هنر اسلامی-هنر و صنایع فلزی
- نقاشی ایرانی-نگارگری
- تکنولوژی معماری
- فرش
- باستانشناسی
- چند رسانه ای
- شبیه‌سازی هوشمند

### دکتری
- هنرهای اسلامی
- شهرسازی اسلامی
- معماری اسلامی
- طراحی صنعتی